# جرج گلداسمیت
جرج گلداسمیت (انگلیسی: George Goldsmith; ۱۱ مارس ۱۹۰۵ – ۱۹۷۴ (۶۸−۶۹ سال)) بازیکن فوتبال اهل بریتانیا بود.
از باشگاه‌هایی که در آن بازی کرده‌است می‌توان به باشگاه فوتبال هال سیتی، باشگاه فوتبال بولتون واندررز، باشگاه فوتبال تاتنهام هاتسپر، و باشگاه فوتبال بیشاپ اوکلند اشاره کرد.